# Mount Terror
A Mount Terror egy nagy, kialudt pajzsvulkán az Antarktikán, a Ross-sziget keleti részén. A Ross-szigetet alkotó három vulkán közül, a Mount Erebus után, a második legnagyobb. Legmagasabb tengerszinttől mért pontja 3230 méter, átlagos lejtése 9°. A főként laza vulkanikus anyagból álló hegy lejtőin számos bazaltos és trachytikus parazita kúp és lávakupola található, melyek közül a legnagyobb a 2130 méter magas Mount Terra Nova, amely egy nagy bazaltkúp a hegy nyugati szárnyán. A hegyet alkotó legfiatalabb, a hegy alsó lejtőiről gyűjtött kőzetek 0,82 millió évesek, míg a Mount Terra Nova csúcsáról gyűjtött minták 0,8 millió évvel ezelőtt keletkeztek. A Mount Terror – ellentétben a Mount Erebusszal – vulkáni tevékenység jeleit nem mutatja. A hegyet többnyire hó és jég borítja.
A vulkánt Sir James Clark Ross fedezte fel 1841. január 28-án, és expedíciójának második hajójáról, a HMS Terrorról nevezte el. A Mount Terrortól 30 kilométerre található Mount Erebus pedig az expedíció zászlóshajójáról, a HMS Erebusról kapta a nevét. A hajó kapitánya, Ross közeli barátja, Francis Crozier volt, akiről a hegy közelében fekvő Crozier-fokot nevezték el. A Mount Terror csúcsára elsőként egy új-zélandi csapat jutott fel, 1959-ben.

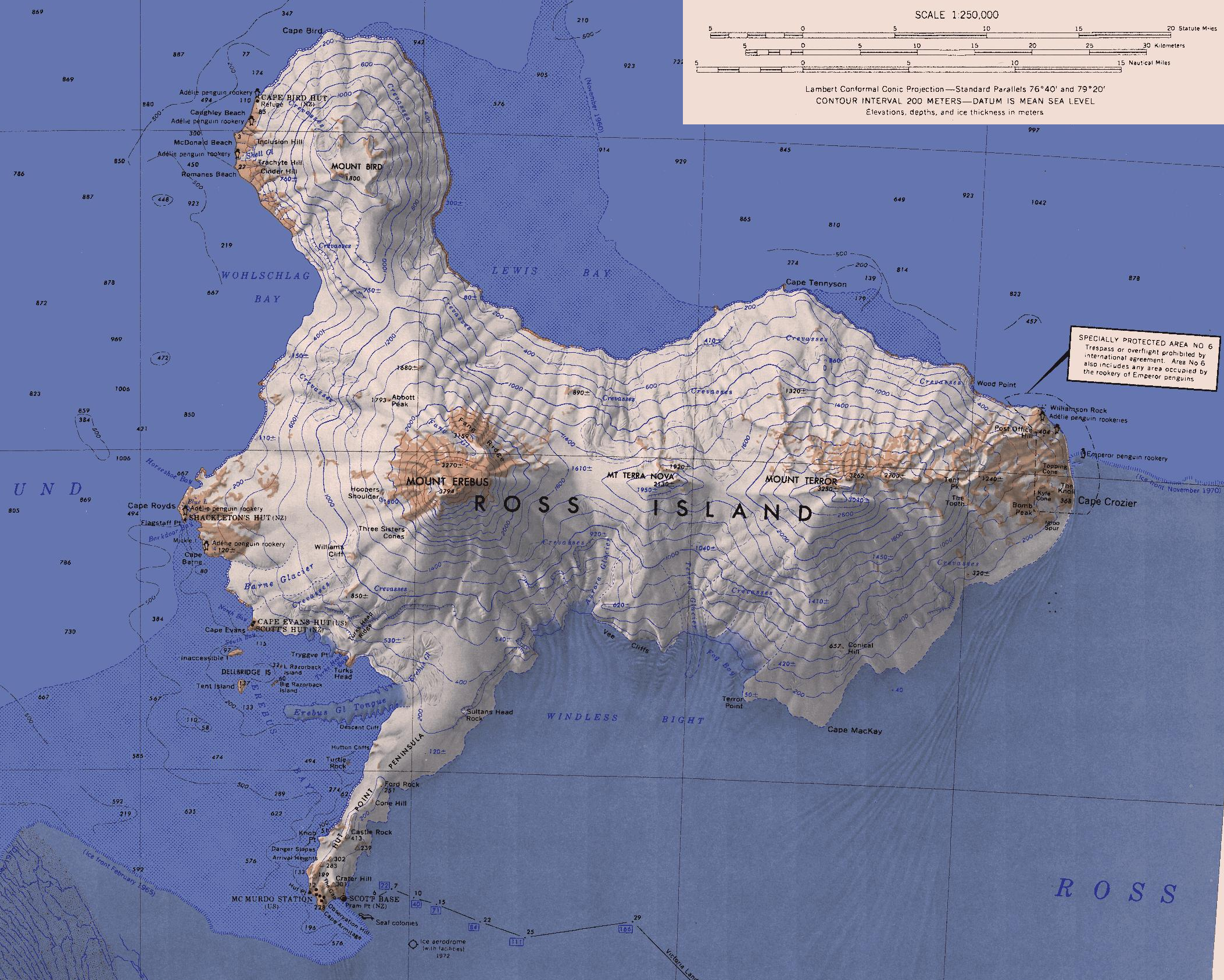
A Ross-sziget topográfiai térképe.